# Magdalena
Magdalena – imię żeńskie pochodzenia biblijnego. Wywodzi się od przydomka Marii Magdaleny, czyli Marii z Magdali, wioski leżącej w pobliżu Jeziora Tyberiadzkiego (Galilejskiego).
Wśród imion nadawanych w Polsce nowo narodzonym dzieciom, Magdalena w 2013 zajmowała 22. miejsce w grupie imion żeńskich.
Magdalena imieniny obchodzi: 10 kwietnia, 13 maja, 25 maja, 27 maja, 29 maja, 22 lipca, 27 lipca i 13 października.
Najpopularniejsze ze zdrobnień – Magda. Drugie pod względem popularności zdrobnienie – Lena – może być zdrobnieniem także od innych imion np. Helena.

## Imię Magdalena w innych językach
- język angielski – Magdalene, Magdalena, Magdalen, Madeleine, Madeline
- język baskijski – Maialen
- język bułgarski – Магдалена
- język czeski – Magdaléna
- język chorwacki – Magdalena
- język duński – Magdalene, Magdalone
- język fiński – Matleena, Magdalena
- język francuski – Madeleine, Madeline, Magali, Magalie
- język grecki – Μαγδαληνη (Magdalene)
- język irlandzki – Madailéin, Mhaigdiléana
- język islandzki – Magdalena
- język kataloński – Magdalena
- język łaciński – Magdalene, Magdalena
- język łotewski – Magdalēna
- język litewski – Magdalietė
- język macedoński – Магдалена (Magdałena)
- język norweski – Magdalena
- język niderlandzki – Magali, Magdalena
- język portugalski - Madalena
- język rumuński – Mădălina, Magdalena
- język rosyjski – Магдалина (Magdalina)
- język słowacki – Magdaléna
- język słoweński – Magdalena
- język szwedzki – Magdalena
- język węgierski – Magdolna, Magdaléna

## Święte o imieniu Magdalena
- św. Maria Magdalena – towarzyszyła Jezusowi i 12 apostołom
- św. Magdalena Hŏ Kye-im – męczennica koreańska
- św. Magdalena Kim Ŏb-i – męczennica koreańska
- św. Magdalena Han Yŏng-i – męczennica koreańska
- św. Magdalena Pak Pong-son – męczennica koreańska
- św. Magdalena Son Sŏ-byok – męczennica koreańska
- św. Magdalena Cho – męczennica koreańska
- św. Magdalena Yi Yŏng-hŭi – męczennica koreańska
- św. Magdalena Yi Yŏng-dŏk – męczennica koreańska
- św. Magdalena Du Fengju – męczennica chińska
- św. Maria Magdalena de’ Pazzi – włoska karmelitanka[2]
- św. Magdalena z Nagasaki – męczennica[3]

## Święci Cerkwi Prawosławnej[4]
- św. Magdalena Zabielina - święta mniszka męczenniczka[5],

## Inne osoby noszące imię Magdalena
- Magdalena Abakanowicz – polska rzeźbiarka, malarka
- Madeleine Albright – amerykańska polityczka, była sekretarz stanu
- Magdalena Andersson – szwedzka ekonomistka i polityczka, premier Szwecji (2021–2022)
- Magdalena Bernadotte (ur. 1982) – szwedzka księżniczka
- Madeleine Berthod – szwajcarska alpejka
- Madeline Carroll – amerykańska aktorka
- Magdalena Cielecka – polska aktorka
- Magdalena Egger – austriacka narciarka alpejska
- Magda Femme (Magdalena Pokora) – polska piosenkarka
- Magdalena Filiks – polska działaczka społeczna, polityczka, posłanka
- Magdalena Forsberg – szwedzka biathlonistka
- Magdalena Fularczyk – polska wioślarka
- Magdalena Gaj – Prezes Urzędu Komunikacji Elektronicznej
- Magdalena Gąsior-Marek – polska polityczka, posłanka na Sejm RP
- Magdalena Gessler – polska restauratorka
- Magdalena Gwizdoń – polska biathlonistka
- Madeleine Hartog Bell – peruwiańska Miss World 1967
- Magdalena Heydel – polska tłumaczka
- Magdalena Jaworska – polska dziennikarka, zwyciężczyni konkursu Miss Polonia 1984
- Madeline Kahn – amerykańska aktorka i piosenkarka
- Magdalena Kemnitz – polska wioślarka
- Magdalena Lamparska – polska aktorka
- Magdalena Leciejewska – polska koszykarka
- Magdalena Łaska – polska aktorka
- Magdalena Łazarkiewicz – polska reżyserka filmowa
- Magdalena Łobodzińska – polska dziennikarka
- Magdalena Łuczak:
  - Magdalena Łuczak – polska narciarka alpejska
  - Magdalena Łuczak – polska biolożka
- Magdalena Margulewicz – polska aktorka
- Magdalena Masny – polska modelka
- Magdalena Mazur – polska modelka, aktorka
- Madeleine McCann – brytyjska dziewczynka, zaginiona 3 maja 2007
- Magdalena Majewska – polska dziennikarka
- Magdalena Michalak – polska dziennikarka
- Magdalena Mielcarz – polska aktorka
- Magdalena Mołek – polska dziennikarka
- Magdalena Neuner – niemiecka biathlonistka
- Magdalena opolska (zm. 1501) – księżna raciborska pochodząca z linii Piastów opolskich
- Madeleine Peyroux – amerykańska wokalistka
- Magdalena Piekorz – polska reżyserka filmowa
- Magdalena Pilch – polska flecistka
- Magdalena Pinkwart – polska dziennikarka i pisarka
- Magdalena Rembacz – polska aktorka
- Madeleine Robinson – francuska aktorka
- Magdalena Różczka – polska aktorka
- Magdaléna Rybáriková – słowacka tenisistka
- Magdalena Samozwaniec – polska pisarka, poetka
- Magdalena Schejbal – polska aktorka
- Madeleine Stowe – amerykańska aktorka
- Magdalena Stużyńska – polska aktorka
- Magdalena Śliwa – polska siatkarka
- Magdalena Środa – polska filozofka, etyczka, feministka
- Madeleine Vionnet – francuska projektantka mody
- Magdalena Walach – polska aktorka
- Magdalena Wójcik – polska aktorka
- Magdalena Wójcik – polska piosenkarka
- Magdalena Umer – polska piosenkarka, dziennikarka, reżyserka, wykonawczyni poezji śpiewanej
- Magdalena Zawadzka – polska aktorka

## Postacie fikcyjne o imieniu Magdalena
- Magdalena – bohaterka powieści Dolina Issy Czesława Miłosza
- Magdalena Budzyńska z domu Marszałek – postać z serialu M jak miłość
- Madelaine Fitzpatrick – postać z serialu Nie ma to jak hotel